# Dotyková obrazovka

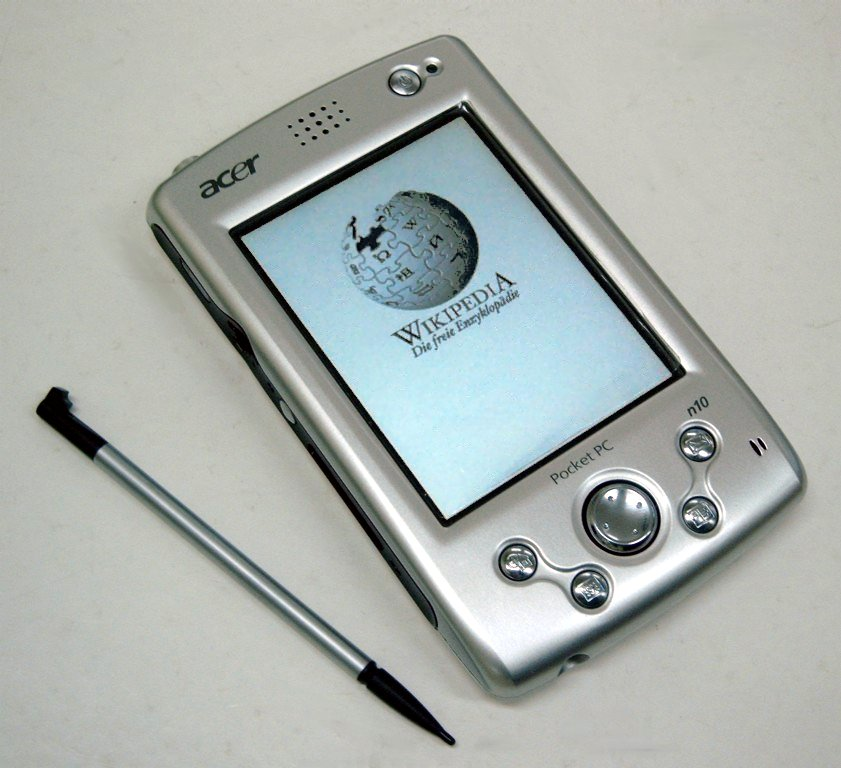
Dotykový displej u PDA od firmy Acer.

Dotyková obrazovka (anglicky touchscreen) je v informatice označení pro elektronický vizuální displej, který dokáže detekovat přítomnost a místo doteku na zobrazovací ploše. Termín zpravidla označuje dotýkání se prstem nebo rukou. Dotykové obrazovky dokáží rozpoznat i další pasivní objekty, například stylus.
Dotykové obrazovky mají dvě hlavní vlastnosti. Za prvé lepší možnost interakce přímo s tím, co je zobrazeno, než nepřímá interakce pomocí kurzoru ovládaného myší nebo touchpadem. Za druhé je to možnost ovládání bez nutnosti držet v ruce jakékoliv zprostředkující zařízení. Dotykové displeje mohou být připojeny k počítači nebo do sítí jako terminály. Též hrají významnou roli v designu digitálních zařízení, jako jsou osobní digitální asistent (PDA), zařízení pro satelitní navigace, mobilní telefony a videohry.

## Historie
V roce 1971 byl vyvinut první „dotykový senzor“, který vyvinul instruktor Univerzity v Kentucky, doktor Sam Hurst (zakladatel Elographics). Senzor nazvaný Elograph byl patentován Univerzitou v Kentucky – Nadace pro výzkum. Elograph nebyl transparentní jako moderní dotykové obrazovky, ale byl to významný milník v jejich technologii. V roce 1974 Sam Hurst a Elographics vyvinuli první opravdovou dotykovou obrazovku se včleněným transparentním povrchem. V roce 1977 Elographics vyvinul a patentoval pětidrátovou rezistivní technologii, nejpopulárnější technologii dotykových obrazovek používaných dnes. Dotykové obrazovky se poprvé zviditelnily s vynálezem terminálu pro počítačem asistovaného učení, který se představil v roce 1975 jako součást projektu PLATO. Dotykové obrazovky se postupně stávají běžnými v každodenním životě. Společnosti používají dotykové obrazovky pro kioskové systémy v maloobchodech, systémy pokladních míst, bankomaty a PDA, kde je někdy používán stylus pro manipulaci s grafickým uživatelským prostředím (GUI) a k zadávání dat. Popularita smart telefonů, PDA, přenosných herních konzolí a mnoha typů informačních přístrojů iniciuje poptávku po dotykových obrazovkách i jejich přijetí.
V letech 1979–1985 byla Fairlight CMI (a Fairlight CMI IIx) špičkovou hudební samplovací a re-syntézní pracovní stanicí, která využila technologii světelného pera, se kterým uživatel mohl alokovat a manipulovat se samplem a syntézou dat, jakož i přistupovat k různým menu ve svém operačním systému dotýkáním se obrazovky světelným perem. Později Fairlight modely série III použily grafické tablety místo světelných per.
HP-150 z roku 1983 byl světově jeden z prvních komerčních počítačů vybavený dotykovou obrazovkou. Neměl dotykovou obrazovku v pravém slova smyslu, ale místo toho měl 9″ CRT obrazovku Sony obklopenou infračervenými vysílači a přijímači, které detekovaly pozici jakéhokoliv netransparentního objektu na obrazovce.
Až donedávna většina spotřebních dotykových obrazovek dokázala rozpoznat pouze jedno místo doteku ve stejný čas a jen několik z nich mělo schopnost rozpoznat, jak silný je tento dotek. To se začíná měnit s komercializací vícedotykové technologie.
Dotykové obrazovky jsou populární v pohostinství a v těžkém průmyslu, stejně jako v kioscích či jako displeje v muzeích nebo v automatizovaných místnostech, kde klávesnice a myš neumožňují vhodnou intuitivní, rychlou či přesnou interakci uživatele se zobrazovaným obsahem displeje.
V minulosti byly senzory dotykových obrazovek dodávány jako doplňky klasických na trhu dostupných zařízení. Teprve později byly tyto doplňky integrovány přímo výrobci displejů a elektroniky, čímž byl potvrzeno jejich přijetí jako běžnou součást uživatelského rozhraní různých výrobků.
První mobilní telefon s kapacitním dotykovým displejem byl LG Prada, který se začal prodávat v květnu 2007 (tedy před prvním iPhone).

## Technologie
Existují různé technologie dotykových obrazovek.

### Rezistivní
Rezistivní (odporový) panel dotykové obrazovky se skládá z několika vrstev, z nichž nejdůležitější jsou dvě tenké elektricky vodivé vrstvy, oddělené úzkou mezerou. Když objekt, jako je prst, stlačí místo na vnějším povrchu panelu, dvě kovové vrstvy se v tomto místě spojí: panel se pak chová jako pár napěťových děličů s připojenými výstupy. To vede ke změně v elektrickém proudu, který je registrován jako událost doteku a poslán k řadiči pro zpracování.

### Povrchová akustická vlna (SAW)
SAW technologie využívá ultrazvukové vlny, které projdou přes dotykový displej. Když se dotknete panelu, je absorbována část vlny. Ta se změní v ultrazvukové vlny, které jsou registrovány jako událost doteku a tato informace je poslána do řadiče pro zpracování. SAW dotykové displeje mohou být poškozeny vnějšími prvky. Kontaminanty na povrchu dotykového displeje mohou též narušit jeho funkčnost.

### Kapacitní

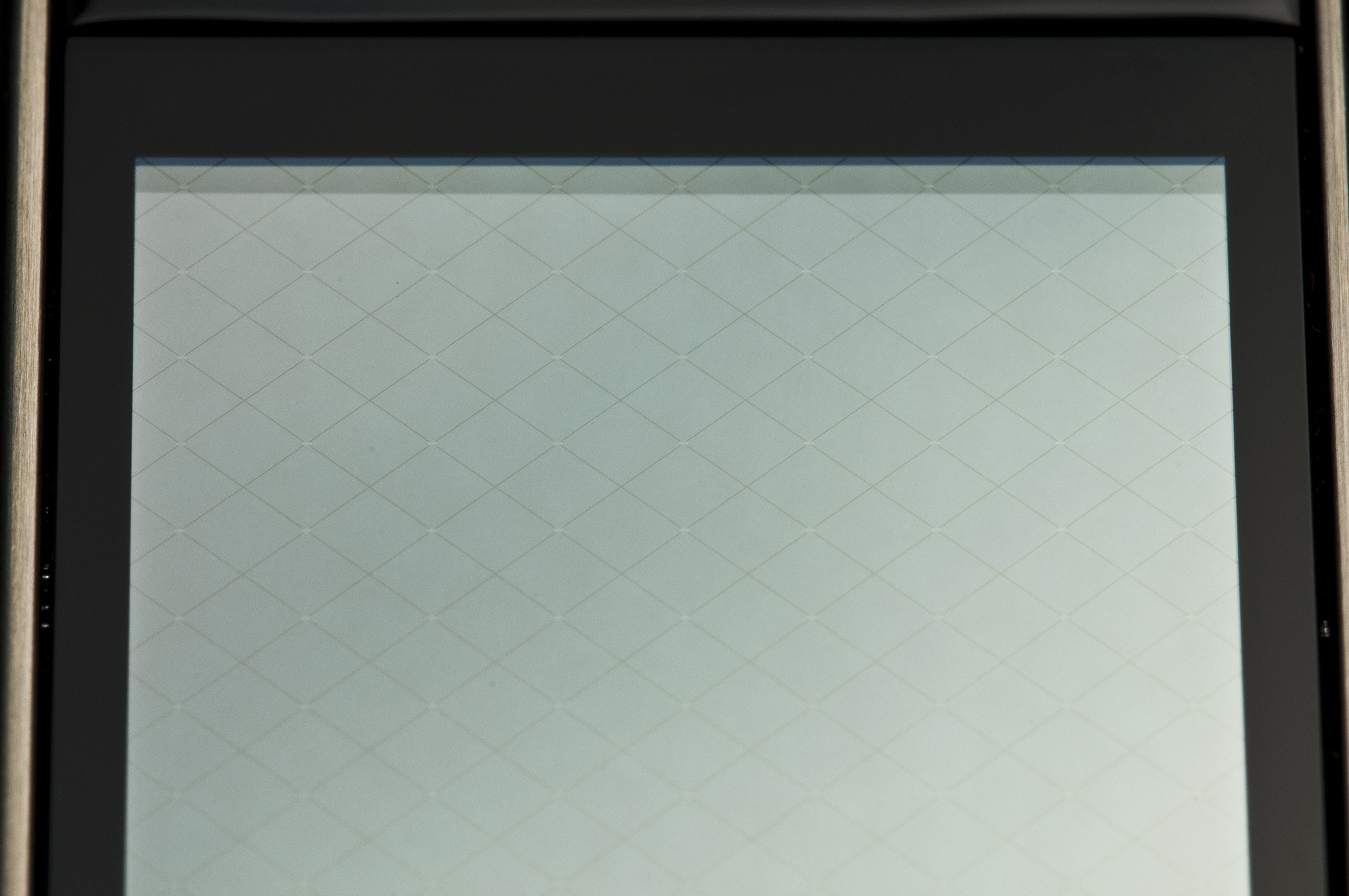
Kapacitní dotyková obrazovka mobilního telefonu.

Kapacitní dotykový panel je takový, který se skládá z izolantu, jako je sklo potažené transparentním vodičem, jako je slitina oxidu inditého a cíničitého (ITO – Indium Tin Oxide). Vzhledem k tomu, že lidské tělo je také vodič, dotýkání se povrchu obrazovky má za následek narušovaní elektrostatického pole obrazovky, jež je měřitelné jako změna v kapacitním odporu. K určení místa dotyku mohou být použité různé technologie. Lokace tohoto místa je pak poslána k řadiči pro zpracování.

### Infračervené záření
Dotyková obrazovka pracující s infračerveným zářením používá řadu X-Y infračervených LED a pár detektorů záření kolem okrajů obrazovky pro detekci narušení ve struktuře LED paprsků. Tyto LED paprsky se vzájemně kříží vertikálně i horizontálně. To pomáhá senzorům přesné určení místa doteku. Hlavní výhodou takového systému je, že může detekovat v podstatě jakýkoli vstup, včetně prstů, prstu v rukavici, stylus nebo pero. Obecně se tato technologie používá u venkovních aplikací a systémů pokladních míst, které se nemohou spoléhat na vodič (např. holé prsty) pro aktivaci dotykové obrazovky. Na rozdíl od kapacitní dotykové obrazovky, infračervené dotykové obrazovky nevyžadují žádné vzory na skle, které zvyšují odolnost a optickou průzračnost celého systému.

### Optické zobrazování
Jedná se o relativně moderní vývoj v technologii dotykové obrazovky, ve které jsou dva nebo více zobrazovacích senzorů umístěných na okrajích (převážně rohy) obrazovky. Infračervená zadní světla jsou umístěna v zorném poli kamery na druhé straně obrazovky. Dotek se ukáže jako stín a každou dvojici kamer lze pak najít triangulací pro zjištění místa doteku nebo dokonce i pro změření velikosti doteku objektu. Tato technologie narůstá na popularitě, kvůli své rozšířenosti, univerzálnosti a cenové dostupnosti, zejména pro větší přístroje.

### Disperzní signál
Byl představen v roce 2002 společností 3M. Tento systém používá senzory pro detekci mechanické energie ve skle, ke které dochází v důsledku doteku. Komplexní algoritmy pak interpretují tyto informace a poskytují aktuální polohu doteku. O technologii se tvrdí, že je neovlivnitelná prachem a jinými vnějšími elementy, včetně poškrábání. Vzhledem k tomu, že není potřeba dodatečných elementů na obrazovce, tvrdí se o technologii, že poskytuje vynikající optickou průzračnost. Rovněž jelikož jsou mechanické vibrace využívány k detekci události doteku, tak může být každý předmět použit k vytvoření těchto událostí, včetně prstů a stylusu. Nevýhodou je, že po počátečním doteku systém nemůže rozpoznat prst bez hnutí.

### Rozpoznání akustického pulzu
Tento systém, představený Elo divizí společnosti Tyco International v roce 2006, používá piezoelektrické snímače umístěné na různých místech okolo obrazovky pro přeměnu mechanické energie doteku (vibrací) v elektrický signál. Hardware obrazovky pak používá algoritmus pro určení místa doteku na základě těchto snímaných signálů. Dotyková obrazovka je vyrobena z běžného skla, což ji dává dobrou odolnost i optickou průzračnost. Je obvykle schopna fungovat se škrábanci a prachem na obrazovce a to s dobrou přesností. Tato technologie se také dobře hodí pro displeje, které jsou fyzicky větší. Tak jako technologie využívající disperzní signál, tak i zde po počátečním doteku nemůže být prst bez hnutí rozpoznán. Avšak, z téhož důvodu, rozpoznání doteku není rušeno žádnými opírajícími se objekty.

## Porovnání technologií dotykových obrazovek
Následující informace je poskytnuta společností Mass Multimedia inc., Coloradskou společností prodávající techniku s dotykovými displeji.
| Technologie                       | 4-drátová rezistivní | Povrchová akustická vlna (SAW) | 5-drátová rezistivní | Infračervené záření | Kapacitní             |
| --------------------------------- | -------------------- | ------------------------------ | -------------------- | ------------------- | --------------------- |
| Životnost                         | 3 roky               | 5 let                          | 5 let                | 2 roky              |                       |
| Odolnost                          | Vysoká               | Vyšší                          | Vysoká               | Vysoká              | Vyhovující            |
| Průzračnost                       | Špatná               | Dobrá                          | Špatná               | Dobrá               | Vyhovující            |
| Montáž                            | Vestavěný/Nástěnný   | Vestavěný/Nástěnný             | Vestavěný/Nástěnný   | Nástěnný            | Vestavěný             |
| Dotyk                             | Čímkoliv             | Prstem/Perem                   | Čímkoliv             | Prstem/Perem        | Vodivý                |
| Odolnost vůči intenzivnímu světlu | Dobrá                | Dobrá                          | Dobrá                | Špatná              | Špatná                |
| Odezva                            | <10ms                | 10ms                           | <15ms                | <20ms               | <15ms                 |
| Následující rychlost              | Dobrá                | Nízká                          | Dobrá                | Dobrá               | Dobrá                 |
| Výchylky                          | Ne                   | Malé                           | Velké                | Velké               | Velké                 |
| Varianta monitoru                 | CRT nebo LCD         | CRT nebo LCD                   | CRT nebo LCD         | CRT nebo LCD        | CRT nebo LCD nebo LED |
| Voděodolnost                      | Dobrá                | Vyhovující                     | Dobrá                | Vyhovující          | Dobrá                 |

## Používání dotykové obrazovky dětmi
Batolata často používající dotykové obrazovky jsou schopna rychleji zpozorovat nově se objevující objekty, současně ale byla méně schopná ignorovat objekty rušivé. Není však jisté, zda tento efekt není způsoben větší oblibou dotykových obrazovek u dětí se sklony k roztržitosti.

## Užití dotykových obrazovek v automobilovém průmyslu
Moderní automobily mívají vestavěné dotykové palubní obrazovky (infotainment). Ovládání tímto způsobem může být pomalejší než pomocí fyzických tlačítek, a tak potenciálně nebezpečnější.